# Alqueria fortificada Torre dels Pares
L'Alqueria Fortificada Torre dels Pares, anomenada també Torrassa Alqueria dels Pares, està situada al costat de la carretera de Gandia a Daimús, en terme municipal de Gandia, a la comarca de La Safor, al País Valencià, i està catalogada com Bé d'interès cultural amb anotació ministerial número 176840 i data d'anotació 7 de juliol de 2010.
És un antic edifici fortificat amb torre de guaita alta (possiblement datada al segle xiv, tot i que, probablement la torre es va erigir sobre una altra almohade del segle xi, amb fàbrica de maçoneria i reforços de carreus a les cantonades), el nom es pot deure al fet que va estar en possessió dels frares de la Companyia de Jesús des del segle xvi.

## Descripció historicoartística
L'alqueria està situada al mig del camp, envoltada per una gran extensió de tarongers. El duc Pere Lluís de Borja la va adquirir a 1486 als germans Balaguer (Jaume, Francesc i Miquel), però en 1609 va passar a mans de la Companyia de Jesús i es va adscriure al patrimoni del Col·legi - Universitat Jesuïta de Gandia. Com durant el segle xvii els pirates barbarescs solien atacar les poblacions costaneres mediterrànies, els jesuïtes van haver de protegir l'alqueria, construint una torre de sentinella.
La torre es troba a l'interior del pati adossada al cos residencial de l'alqueria, encara que amb una gran independència volumètrica. És de planta rectangular d'aproximadament 5,50 x 6,75 metres de perímetre, amb cinc altures. La coberta és de quatre aigües de teula plana. El cos superior presenta una petita motllura sobre la qual reposen tres finestres, en els seus costats nord i sud, rematades amb arcs de mig punt, mentre que en els laterals est i oest hi ha quatre finestres. La resta de l'alqueria va patir una profunda remoció a finals del segle xix principis del xx.
El 2017 es realitzen unes obres d'urgència per tal de reparar un clevill que afectava a l'estructura.